# Bei den St. Pauli-Landungsbrücken

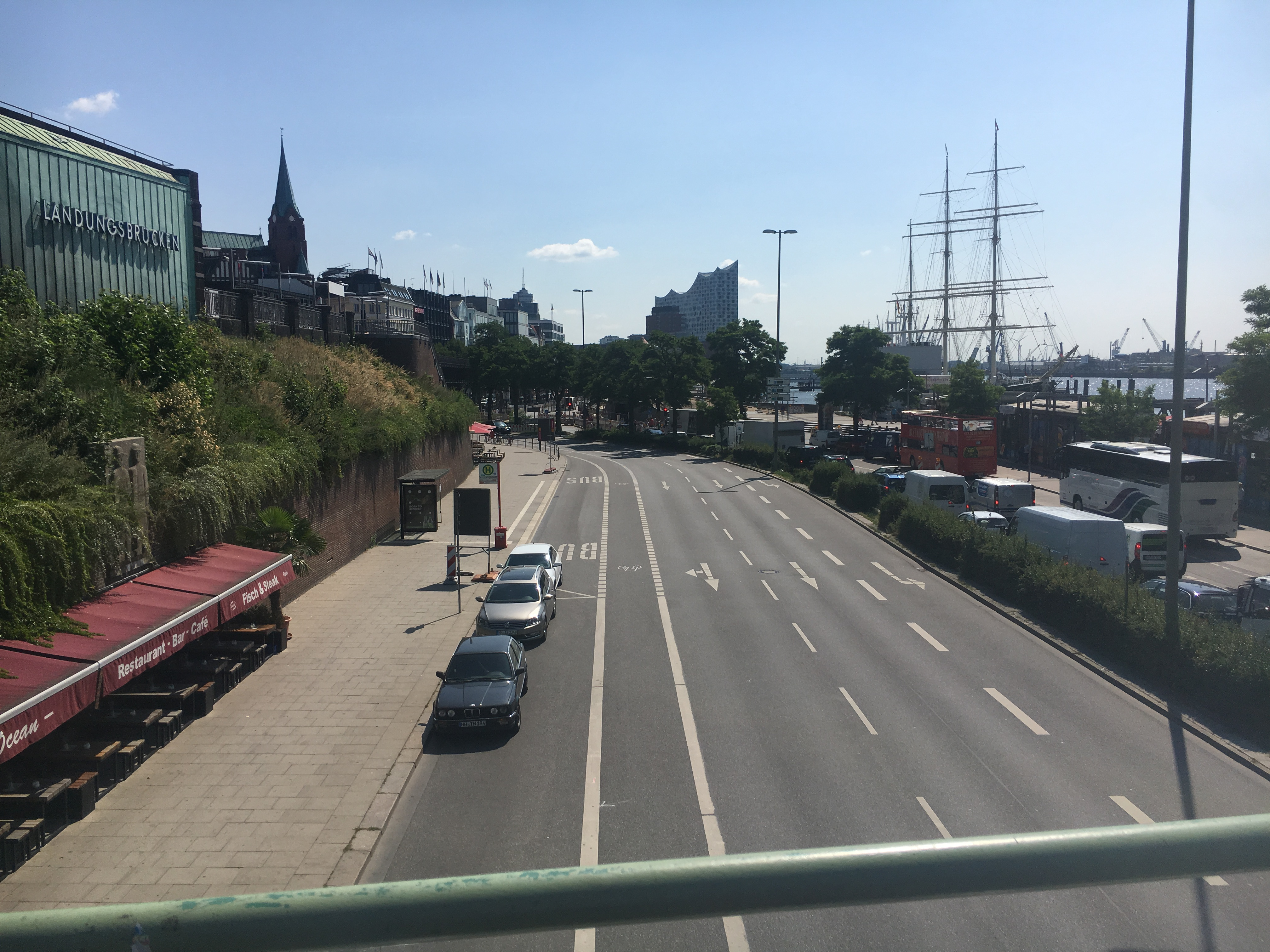
Bei den St. Pauli-Landungsbrücken, im Hintergrund die Elbphilharmonie

Bei den St. Pauli-Landungsbrücken ist eine 620 Meter lange Hauptstraße bei den St. Pauli-Landungsbrücken in den Hamburger Stadtteilen St. Pauli und Neustadt. Täglich wird sie von rund 29.000 Autos befahren. Sie ist Teil des Hauptverkehrsstraßennetzes von Hamburg und hat den amtlichen Straßenschlüssel B156.

## Verlauf
Die Straße beginnt im Westen von der Hafenstraße und verläuft weiter in zwei Teilen in Richtung Osten parallel zu den St. Pauli-Landungsbrücken. In der Mitte umrandet sie den Eingang des Alten Elbtunnels. Im Osten mündet sie wieder in die Hafenstraße, unterführt eine Fußgängerbrücke vom Bahnhof Landungsbrücken und läuft weiter bis in die Straße Johannisbollwerk. 

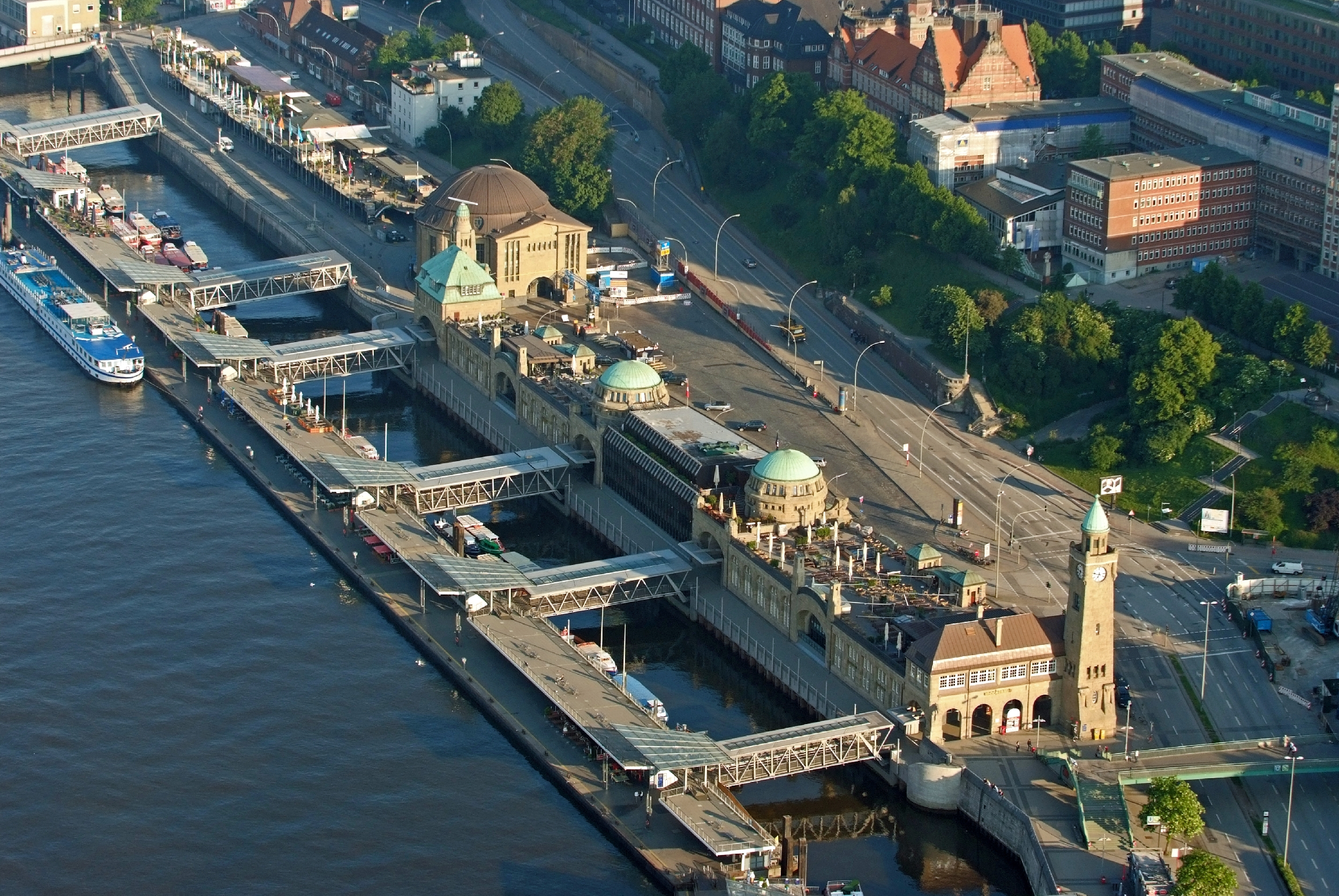
Zentraler Teil der Landungsbrücken und Straße von oben

## Geschichte
Die Straße wurde 1911 aufgrund ihrer Lage zu den 1907 erbauten St. Pauli-Landungsbrücken benannt. Ebenfalls wurde auf ihr 1911 der Eingang zum Alten Elbtunnel eröffnet.
Die  an der Straße liegenden Schiffsanleger  wurden bei Luftangriffen auf Hamburg im Zweiten Weltkrieg größtenteils zerstört und in den Jahren 1953–1955 renoviert bzw. neu errichtet.
Bei der Sturmflut von 1962 wurde ein kleiner Teil der Straße, wo sie im Osten in den Johannisbollwerk verläuft, überflutet.
Aufgrund der Proteste gegen den G20-Gipfel in Hamburg 2017 gab es im Bereich der Landungsbrücken und auf der Straße Auseinandersetzungen zwischen Protestierenden und der Polizei.

### Gedenktafeln

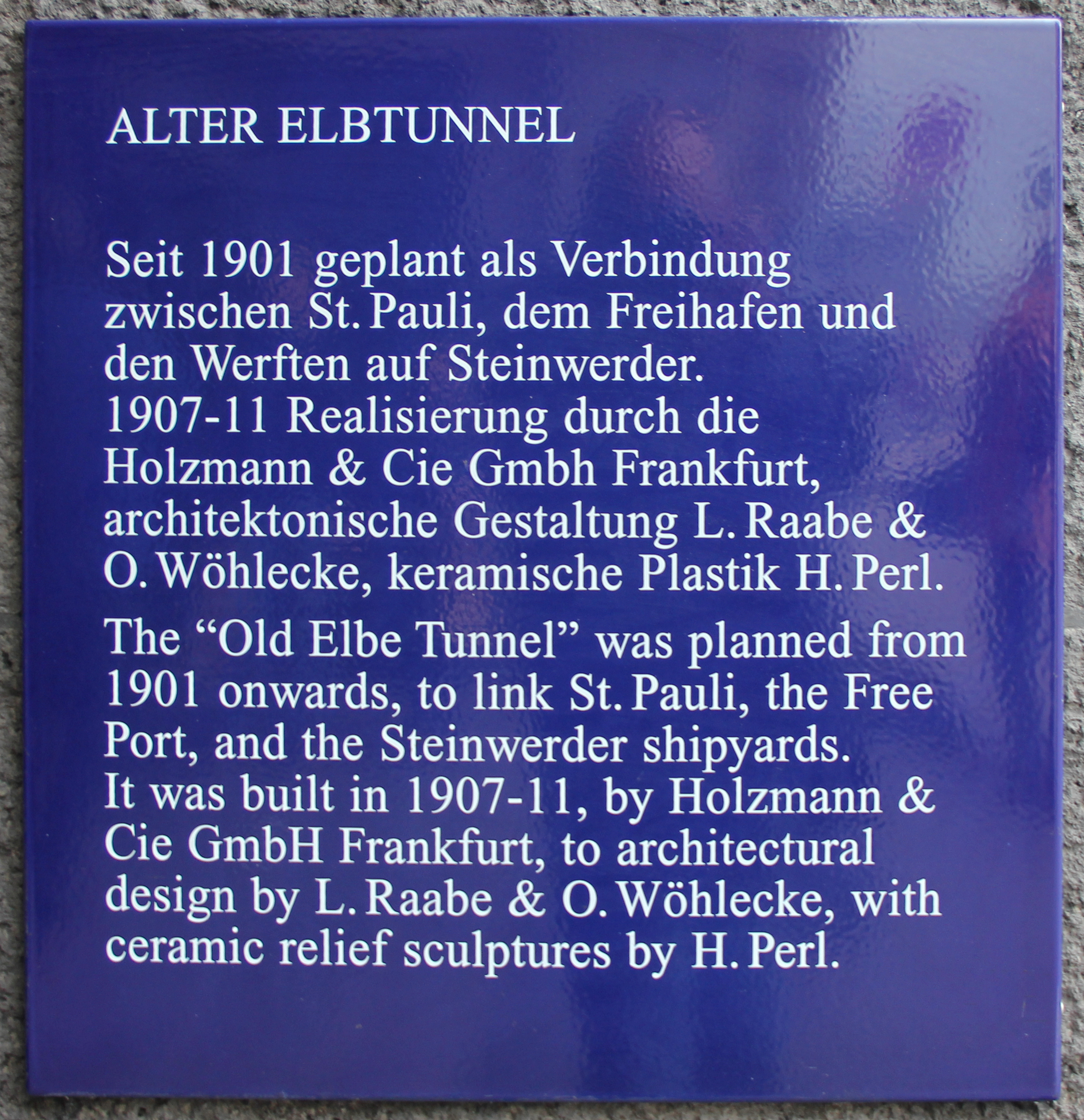
Gedenktafel Alter Elbtunnel
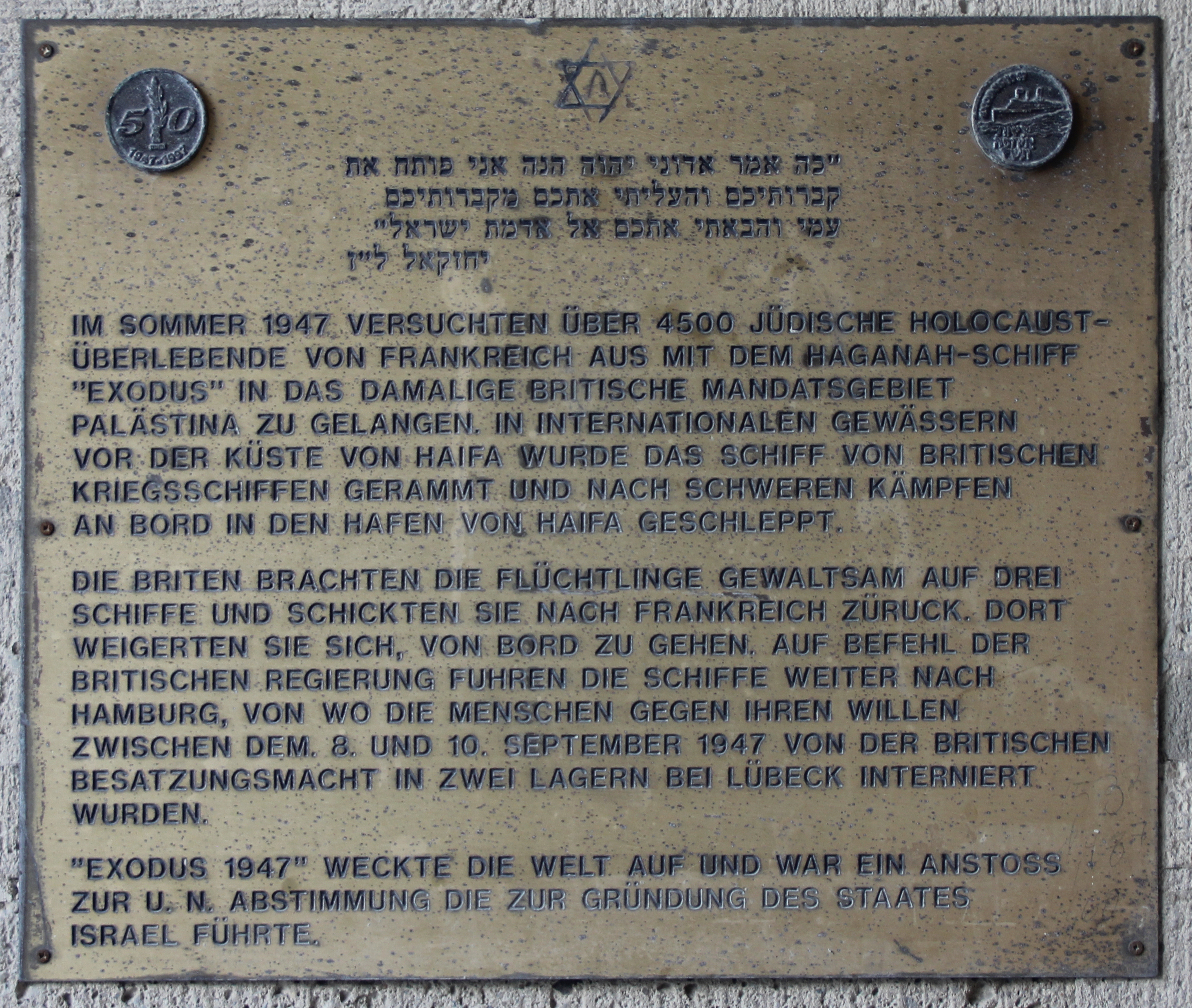
Gedenktafel Exodus

## Öffentlicher Personennahverkehr
Der Bahnhof Landungsbrücken verbindet die Straße mit der U-Bahn-Linie U3 seit 1912 erst unter dem Namen Hochbahn. Die Station, damals noch unter dem Namen Hafentor, wurde 1906 gebaut und erst sechs Jahre später, 1912, angefahren. Seit dem 1. Juni 1975 wird die Straße außerdem mit den S-Bahn-Linien S1, S2 & S3 verbunden.
In der Nähe der Straße befinden sich außerdem die sechs Bus-Linien 2, 111, 112, 156, 256 & 608. Die Bus-Linien 2 und 111 verkehren direkt auf der Straße.
An dem Schiffsanleger Landungsbrücken halten die Fähre-Linien 61, 62, 72, 73 & 75. Von dort aus starten unter anderem auch die Hamburger Hafenrundfahrten.

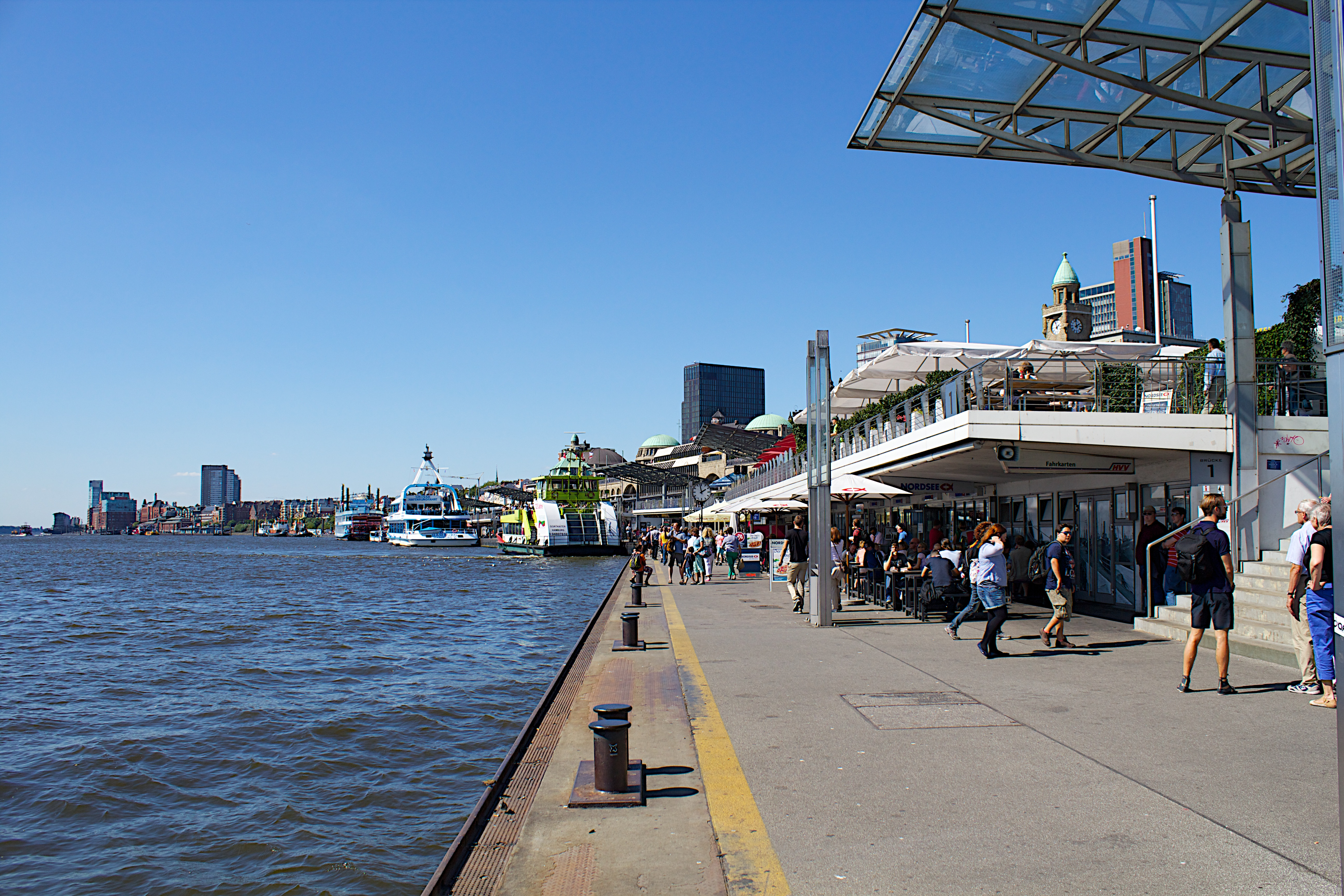
Schiffsanleger Landungsbrücken 2013

U-Bahnhof „Hafentor“ 1912
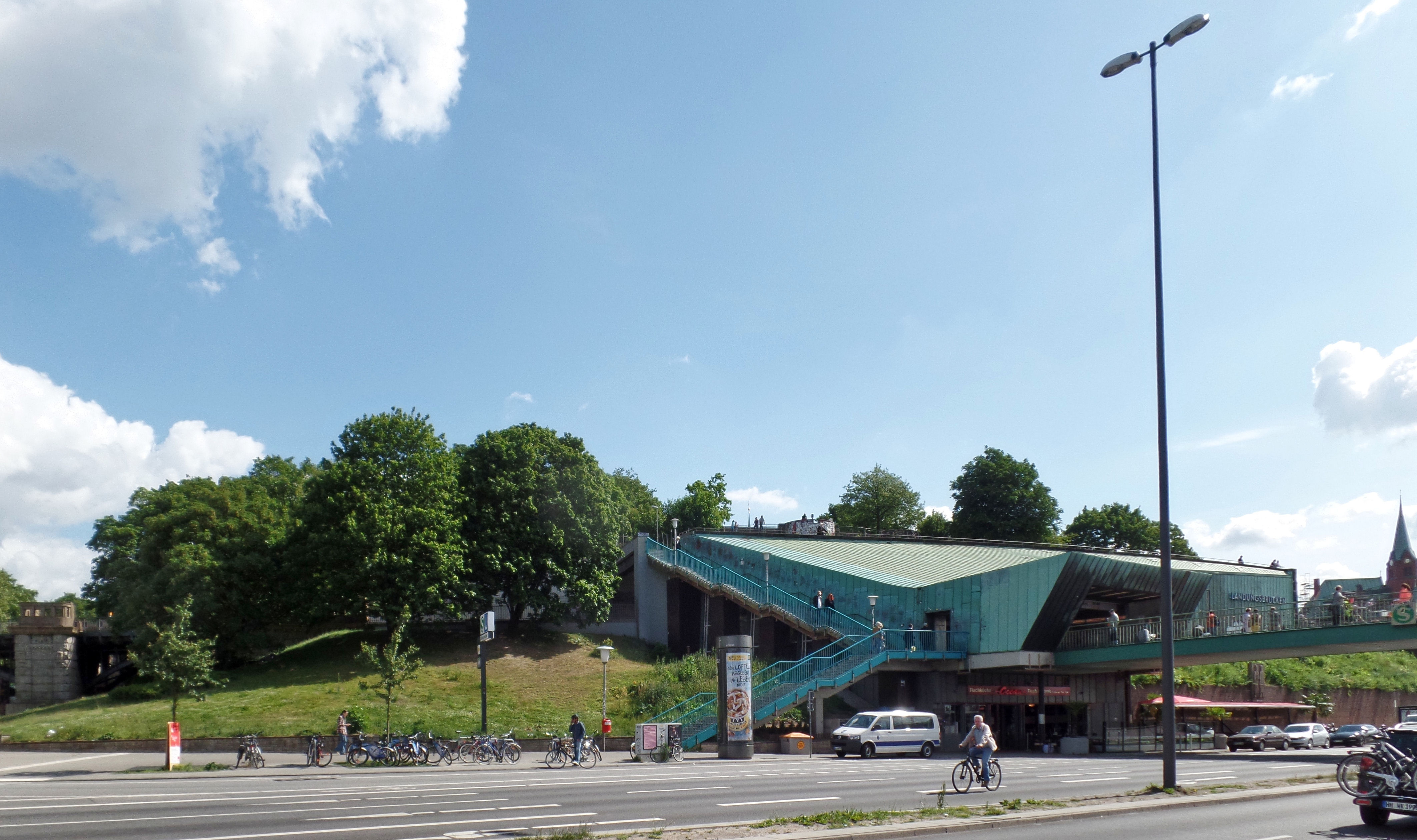
Bahnhof Landungsbrücken 2015
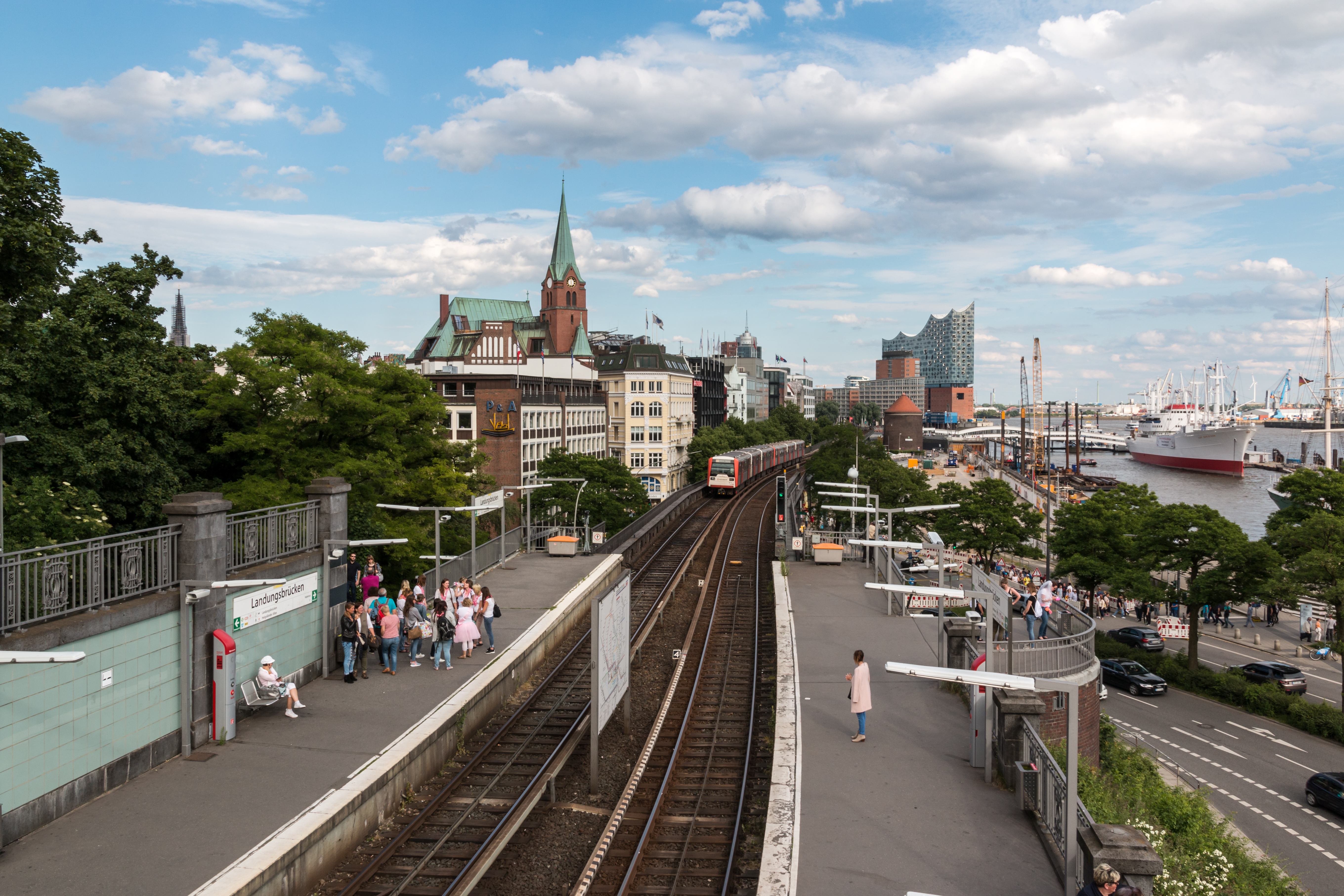
U-Bahn-Station Landungsbrücken, 2016